# Miss Macao
Miss Macao (en chino: 澳門小姐, romanizado: Àomén xiǎojiě, lit. 'Señorita Macao') es un concurso de belleza nacional en Macao llevado a cabo por primera vez en 1972. La actual Miss Macao es Bobo Leong (梁洛郗), quien fue coronada el 13 de agosto de 2019.

## Ganadoras
| Año  | Miss Macao                                  | Primera finalista          | Segunda finalista              | Tercera finalista | Cuarta finalista |
| ---- | ------------------------------------------- | -------------------------- | ------------------------------ | ----------------- | ---------------- |
| 1972 | Anabela Oliveira da Costa                   | Nadali Baihua              | Elizabeth Amarius              | Diana             | Cerveza Huadi Ma |
| 1985 | Wong Yuk Sim                                | Carolina Maria Lopes       | Marina da Rocha Lopes          | —                 | —                |
| 1986 | Patricia Cheong Sai                         | Angela Tsang               | Liu Shaoying                   | —                 | —                |
| 1987 | Olivia Ana Maria do Rosário                 | Lu Jing Hong               | Wen Xue Mei                    | —                 | —                |
| 1988 | Helena da Conceição Lo Branco               | Zhou Weina                 | Vera Chao                      | —                 | —                |
| 1989 | Guilhermina «Mina» Madeira da Silva Pedruco | Leong Mei Chan             | Lily Lei Lei Lei               | —                 | —                |
| 1990 | Alexandra Paula Costa Mendes                | Micaela Mendes             | Huang Yue Mei                  | —                 | —                |
| 1991 | Cristina Guilherme Lam                      | Liang Yingshi              |                                | —                 | —                |
| 1992 | Ho Lok I                                    | Lucia Abrantes Santos      | Io Weng San                    | —                 | —                |
| 1993 | Isabela Madeira da Silva Pedruco            | Lisa dos Santos Lewis      | Balia Chan                     | —                 | —                |
| 1994 | Chen Ji Min                                 | Daniela Maria Costa Mendes | Lao Hio                        | —                 | —                |
| 1995 | Geraldina Madeira da Silva Pedruco          | Fon Io-In                  | Helena Isabel Dillar Fernandes | —                 | —                |
| 1996 | Guiomar Madeira da Silva Pedruco            | Lei Fei                    | Kimberley Chiu Nga Ling        | —                 | —                |
| 1997 | Agnes Lo Vai Van                            | Regina Gageiro Madeira     | Ivy Cheong Weng Mui            | —                 | —                |
| 2008 | Florence Loi                                | Ana Kuan Barroso           | Cherry Ng                      | —                 | —                |
| 2009 | Laura Li                                    | Sarah Leyshan              | Joyce Huang                    | —                 | —                |
| 2019 | Bobo Leong                                  | Emily Yau                  | Dinelle Wong                   | —                 | —                |

## Representación internacional

### Miss Mundo Macao
: Declarada como ganadora
     : Terminó como finalista
     : Terminó como una de las semifinalistas o cuartofinalistas
     : Terminó como ganadora de premios especiales
| Año                           | Miss Mundo Macao                     | Título nacional                  | Posición en Miss Mundo | Premios especiales                            |             |
| ----------------------------- | ------------------------------------ | -------------------------------- | ---------------------- | --------------------------------------------- | ----------- |
| 1986                          | Sai Cheong                           | Miss Macao 1986                  |                        |                                               |             |
| 1987                          | Olívia Maria do Rosário              | Miss Macao 1987                  |                        |                                               |             |
| 1988                          | Helena de Conceição Lo Branco        | Miss Macao 1988                  |                        |                                               |             |
| 1989                          | Guilhermina Madeira da Silva Pedruco | Miss Macao 1989                  |                        |                                               |             |
| 1990                          | Alexandra Paula Costa Mendes         | Miss Macao 1990                  |                        |                                               |             |
| 1991                          | Cristina Guilherme Lam               | Miss Macao 1991                  |                        |                                               |             |
| 1992                          | Ho Lok-I                             | Miss Macao 1992                  |                        |                                               |             |
| 1993                          | Isabella Madeira da Silva Pedruco    | Miss Macao 1993                  |                        |                                               |             |
| 1994                          | Chen Ji-Min                          | Miss Macao 1994                  |                        |                                               |             |
| 1995                          | Geraldina Madeira da Silva Pedruco   | Miss Macao 1995                  |                        |                                               |             |
| 1996                          | Guiomar Madeira da Silva Pedruco     | Miss Macao 1996                  |                        |                                               |             |
| 1997                          | Agnes Lo                             | Miss Macao 1997                  |                        |                                               |             |
| No compitió entre 1998 y 2009 |                                      |                                  |                        |                                               |             |
| 2010                          | Cherry Ng Ka-I                       | 2.ª finalista de Miss Macao 2008 |                        |                                               |             |
| 2011                          |                                      |                                  |                        |                                               |             |
| 2012                          | Winnie Sin                           | Top 6 de Miss Macao 2009         |                        | - Deportes (Top 24) - Talento (Top 16)        |             |
| No compitió entre 2013 y 2016 |                                      |                                  |                        |                                               |             |
| 2017                          | Wan Ling-Lan                         | Miss Mundo Macao China 2017      | Top 15                 | - Ganadora del desafío Head-to-Head (Grupo 7) |             |
| 2018                          | No compitió                          | No compitió                      | No compitió            | No compitió                                   | No compitió |
| 2019                          | Yu Yanan                             | Miss Mundo Macao 2019            |                        | - Top Model (Top 40)                          |             |
| 2021                          | Jia Ni Yuan                          | Miss Mundo Macao 2021            |                        |                                               |             |
| 2023                          | Li Mengli                            | Miss Mundo Macao 2022            |                        |                                               |             |

### Miss Internacional Macao
: Declarada como ganadora
     : Terminó como finalista
     : Terminó como una de las semifinalistas o cuartofinalistas
     : Terminó como ganadora de premios especiales
| Año                                                                           | Miss Internacional Macao | Título nacional                  | Posición en Miss Internacional     | Premios especiales         |
| ----------------------------------------------------------------------------- | ------------------------ | -------------------------------- | ---------------------------------- | -------------------------- |
| 2005                                                                          | Ma Zheng                 | Miss Internacional Macao 2005    |                                    |                            |
| No compitió entre 2006 y 2007                                                 |                          |                                  |                                    |                            |
| 2008                                                                          | Florence Loi             | Miss Macao 2008                  |                                    |                            |
| 2009                                                                          | Yvonne Yang              | Candidata de Miss Macao 2009     |                                    |                            |
| 2010                                                                          | Mandy Ye                 | Candidata de Miss Macao 2009     |                                    |                            |
| 2011                                                                          | Winnie Sin               | Top 6 de Miss Macao 2009         |                                    |                            |
| 2012                                                                          | Cherry Ng                | 2.ª finalista de Miss Macao 2008 |                                    |                            |
| 2013                                                                          | Adela Sou Ka-Wai         | Miss Internacional Macao 2013    |                                    | - Miss Internet            |
| 2014                                                                          | Chan Hio-Man             | Miss Internacional Macao 2014    |                                    |                            |
| 2015                                                                          | Ana Choi                 | Miss Internacional Macao 2015    |                                    |                            |
| 2016                                                                          | Sulin Ip                 | Miss Internacional Macao 2016    |                                    |                            |
| 2017                                                                          | Sofia Paiva              | Miss Internacional Macao 2017    |                                    |                            |
| 2018                                                                          | Cherry Chin              | Miss Internacional Macao 2018    |                                    |                            |
| 2019                                                                          | Bobo Leong               | Miss Macao 2019                  |                                    | - Miss Fotogénica (Top 10) |
| Debido al impacto de pandemia de COVID-19, no hubo concurso entre 2020 y 2021 |                          |                                  |                                    |                            |
| 2022                                                                          | Dinelle Wong             | 2.ª finalista de Miss Macao 2019 |                                    |                            |
| 2023                                                                          | Emily Yau                | 1.ª finalista de Miss Macao 2019 | - Miss Internacional Asia-Pacífico |                            |

### Miss Tierra Macao
: Declarada como ganadora
     : Terminó como finalista
     : Terminó como una de las semifinalistas o cuartofinalistas
     : Terminó como ganadora de premios especiales
| Año                           | Miss Tierra Macao | Título nacional | Posición en Miss Tierra | Premios especiales                                   |
| ----------------------------- | ----------------- | --------------- | ----------------------- | ---------------------------------------------------- |
| 2005                          | Qian Qiong        | Designada       |                         |                                                      |
| 2006                          | No compitió       | No compitió     | No compitió             | No compitió                                          |
| 2007                          | Zhang Xiaoyu      | Designada       |                         |                                                      |
| 2008                          | Qian Weina        | Designada       |                         |                                                      |
| 2009                          | Pei Jia           | Designada       |                         |                                                      |
| 2010                          | Sun Yitong        | Designada       |                         |                                                      |
| 2011                          | Cherry Ng         | Designada       |                         |                                                      |
| 2012                          | No compitió       | No compitió     | No compitió             | No compitió                                          |
| 2013                          | Ashely Qian       | Designada       |                         |                                                      |
| No compitió entre 2014 y 2015 |                   |                 |                         |                                                      |
| 2016                          | Clover Zhu        | Designada       | Top 16                  | - Talento (Grupo 1) - Miss Bulusan - Miss Versailles |
| No compite desde 2017         |                   |                 |                         |                                                      |

## Miss Macao en Miss Grand Internacional
El debut de Macao en este concurso fue en 2013. Macao ha participado en todas las ediciones de Miss Grand Internacional.
Color clave
- Ganador
- Finalistas
- Semi Finalistas

| Año  | Candidata                | Edad | Colocación | Premios | Notas                                               |
| ---- | ------------------------ | ---- | ---------- | ------- | --------------------------------------------------- |
| 2013 | Tiffany Wong I Teng      | 24   | No Figuró  |         |                                                     |
| 2014 | Matilda Ip               | 24   | No Figuró  |         | Compitió: Miss Supranacional 2015 (No Figuró)       |
| 2015 | Chloe Lan Wan-Ling       | 24   | No Figuró  |         | Compitió: Miss Mundo 2017 (Top 15)                  |
| 2016 | Hio Man Chan             | 21   | Top 10     |         | Compitió: Miss Internacional 2014 (No Figuró)       |
| 2017 | Kayii Lei                | 24   | No Figuró  |         |                                                     |
| 2018 | Debora Lopes de Oliveira | 22   | No Figuró  |         |                                                     |
| 2019 | Loi Chi «Yammie» Ian     | 27   | No Figuró  |         | Compitió: Miss Scuba International 2016 (No Figuró) |

## Miss Macao en Miss Supranacional
El debut de Macao en este concurso fue en 2013.
Color clave
- Ganador
- Finalistas
- Semi Finalistas

| Año  | Candidata       | Edad        | Colocación  | Premios              | Notas                                               |
| ---- | --------------- | ----------- | ----------- | -------------------- | --------------------------------------------------- |
| 2013 | Sarah Leyshan   | 26          | No Figuró   | Miss Peerhood        |                                                     |
| 2014 | No Compitió     | No Compitió | No Compitió | No Compitió          | No Compitió                                         |
| 2015 | Matilda Ip      | 25          | No Figuró   |                      | Compitió: Miss Grand Internacional 2014 (No Figuró) |
| 2016 | Alicia Ung      | 21          | No Figuró   |                      |                                                     |
| 2017 | No Compitió     | No Compitió | No Compitió | No Compitió          | No Compitió                                         |
| 2018 | No Compitió     | No Compitió | No Compitió | No Compitió          | No Compitió                                         |
| 2019 | Christina Zheng | 22          | No Figuró   | Miss Supermodel Asia |                                                     |

## Miss Macao en Miss Intercontinental
El debut de Macao en este concurso fue en 2004, año en el cual Macao casi logra quedarse con la corona, ocupando el puesto de Primera Finalista.
Color clave
- Ganador
- Finalistas
- Semi Finalistas

| Año  | Candidata                 | Edad        | Colocación                                   | Premios                                      | Notas                                        |
| ---- | ------------------------- | ----------- | -------------------------------------------- | -------------------------------------------- | -------------------------------------------- |
| 2004 | Coco Chin                 | S.D         | 1º Finalista                                 |                                              |                                              |
| 2005 | No Compitió               | No Compitió | No Compitió                                  | No Compitió                                  | No Compitió                                  |
| 2006 | No Compitió               | No Compitió | No Compitió                                  | No Compitió                                  | No Compitió                                  |
| 2007 | No Compitió               | No Compitió | No Compitió                                  | No Compitió                                  | No Compitió                                  |
| 2008 | No Compitió               | No Compitió | No Compitió                                  | No Compitió                                  | No Compitió                                  |
| 2009 | No Compitió               | No Compitió | No Compitió                                  | No Compitió                                  | No Compitió                                  |
| 2010 | No Compitió               | No Compitió | No Compitió                                  | No Compitió                                  | No Compitió                                  |
| 2011 | No Compitió               | No Compitió | No Compitió                                  | No Compitió                                  | No Compitió                                  |
| 2012 | No Compitió               | No Compitió | No Compitió                                  | No Compitió                                  | No Compitió                                  |
| 2013 | No Compitió               | No Compitió | No Compitió                                  | No Compitió                                  | No Compitió                                  |
| 2014 | No Compitió               | No Compitió | No Compitió                                  | No Compitió                                  | No Compitió                                  |
| 2015 | No Compitió               | No Compitió | No Compitió                                  | No Compitió                                  | No Compitió                                  |
| 2016 | No Compitió               | No Compitió | No Compitió                                  | No Compitió                                  | No Compitió                                  |
| 2017 | No Compitió               | No Compitió | No Compitió                                  | No Compitió                                  | No Compitió                                  |
| 2018 | No Compitió               | No Compitió | No Compitió                                  | No Compitió                                  | No Compitió                                  |
| 2019 | No Compitió               | No Compitió | No Compitió                                  | No Compitió                                  | No Compitió                                  |
| 2020 | Natasha da Silva Pinheiro | 21          | No se realizó concurso por pandemia Covid-19 | No se realizó concurso por pandemia Covid-19 | No se realizó concurso por pandemia Covid-19 |